# Хабі Прієто
Хав'єр Прієто Аргарате (баск. Xabier Prieto Argarate; 29 серпня 1983, Сан-Себастьян, Іспанія) — іспанський футболіст баскського походження, правий півзахисник і капітан клубу «Реал Сосьєдад». Гравець має хороші навички в дриблінгу, а також є штатним пенальтистом команди.

## Клубна Кар'єра
Прієто дебютував у Ла Лізі у складі рідного клубу «Реал Сосьєдад» 8 жовтня 2003 року в домашньому матчі проти клубу «Осасуна», в якому сан-себастьянці перемогли з рахунком 1:0. У тому ж сезоні Хабі провів 7 ігор, у кожній з яких виходив на заміну. 23 травня року Прієто двічі забив мадридському «Реалу», причому один гол був проведений з пенальті.
Після цього Прієто зайняв місце в основному складі клубу, а у сезоні 2005/06 років взяв участь у всіх 38 іграх, забивши дев'ять разів, шість з яких провів з пенальті. У наступному сезоні він також не пропустив жодної гри команди, але баски вилетіли в Сегунду.
Прієто провів 35 матчів в сезоні 2009/10 (в цілому рівно 3000 хвилин) і забив в сім м'ячів, допомігши «Сосьєдаду» повернутись в Ла Лігу після трьох років у другому дивізіоні. У першій грі в наступному сезоні, вдома проти «Вільярреала», він забив єдиний гол у грі з передачі знову підписаного Хосеба Льоренте.
6 січня 2013 року Прієто зробив свій перший хет-трик у професійній кар'єрі, але його клуб поступився з рахунком 3:4 «Реалу». Один з голів був реалізованим пенальті, а два інші були забиті після виходу сам на сам проти Ікера Касільяса.

## Збірна
У 2004—2005 роках Прієто зіграв 5 матчів за молодіжну збірну Іспанії U-21.
Також з 2004 року виступає за невизнану ФІФА та УЄФА збірну Країни Басків, у якій був капітаном.